# Słup ogłoszeniowy

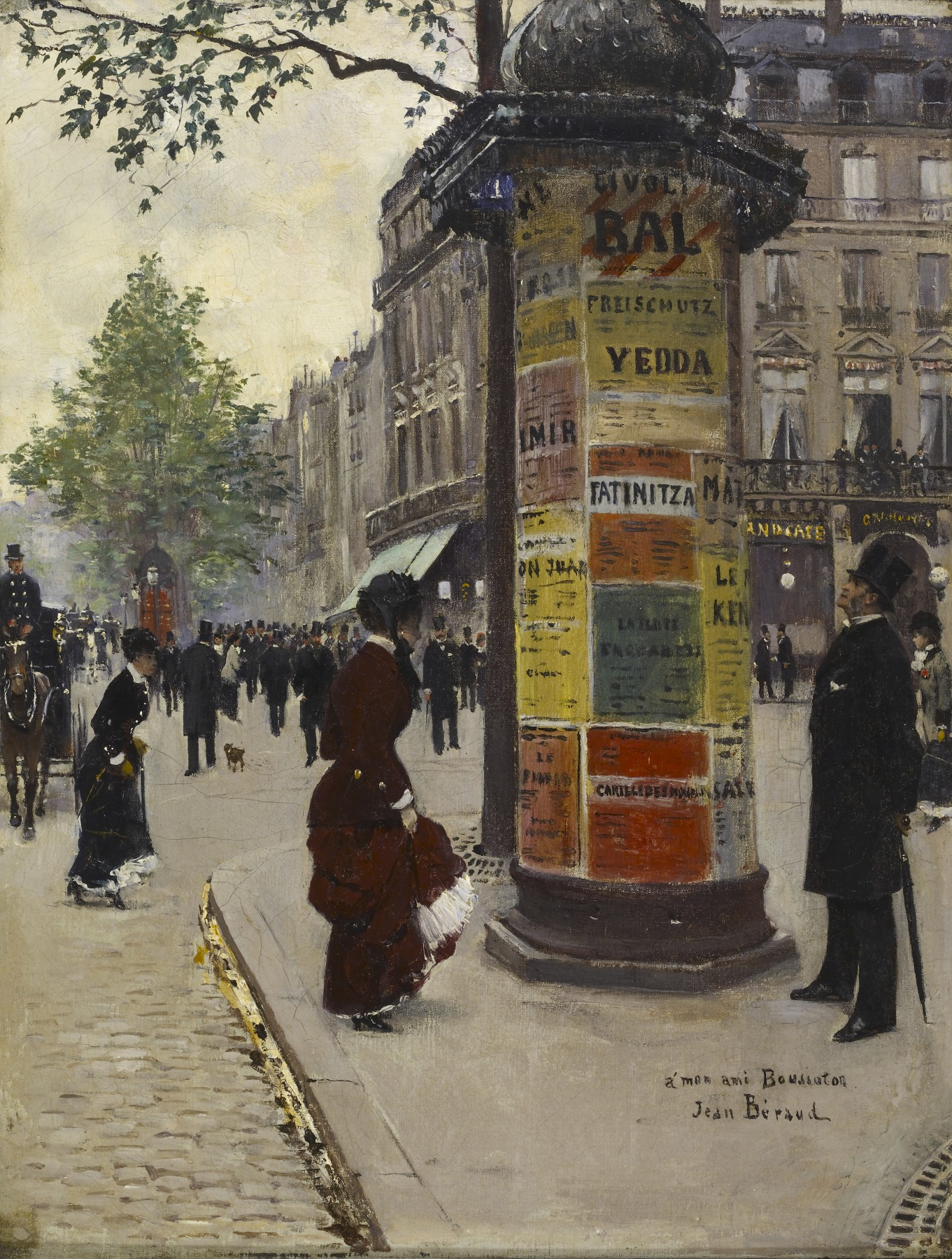
Słup ogłoszeniowy w Paryżu na obrazie Jeana Bérauda Colonne Morris z lat 80. XIX wieku

Słup ogłoszeniowy – rodzaj ulicznej reklamy zewnętrznej, wprowadzony do użytku przez niemieckiego drukarza Ernsta Litfaßa (od jego nazwiska pochodzi niemiecka nazwa słupa ogłoszeniowego „Litfaßsäule”) w 1854.
W pierwotnym zamierzeniu był przewidziany do przyklejania plakatów ulicznych. W latach późniejszych wykorzystywano go również do upubliczniania ważnych urzędowych komunikatów, zarządzeń administracyjnych, a podczas wojny – relacji z frontów.
Na przełomie XIX i XX wieku został "odkryty" przez świat reklamy. Umiejscawiano go głównie w centralnym punkcie miasta, wsi, osiedla bądź dzielnicy – również w pobliżu węzłów komunikacyjnych (dworce kolejowe i zajazdy dyliżansu).

## Galeria

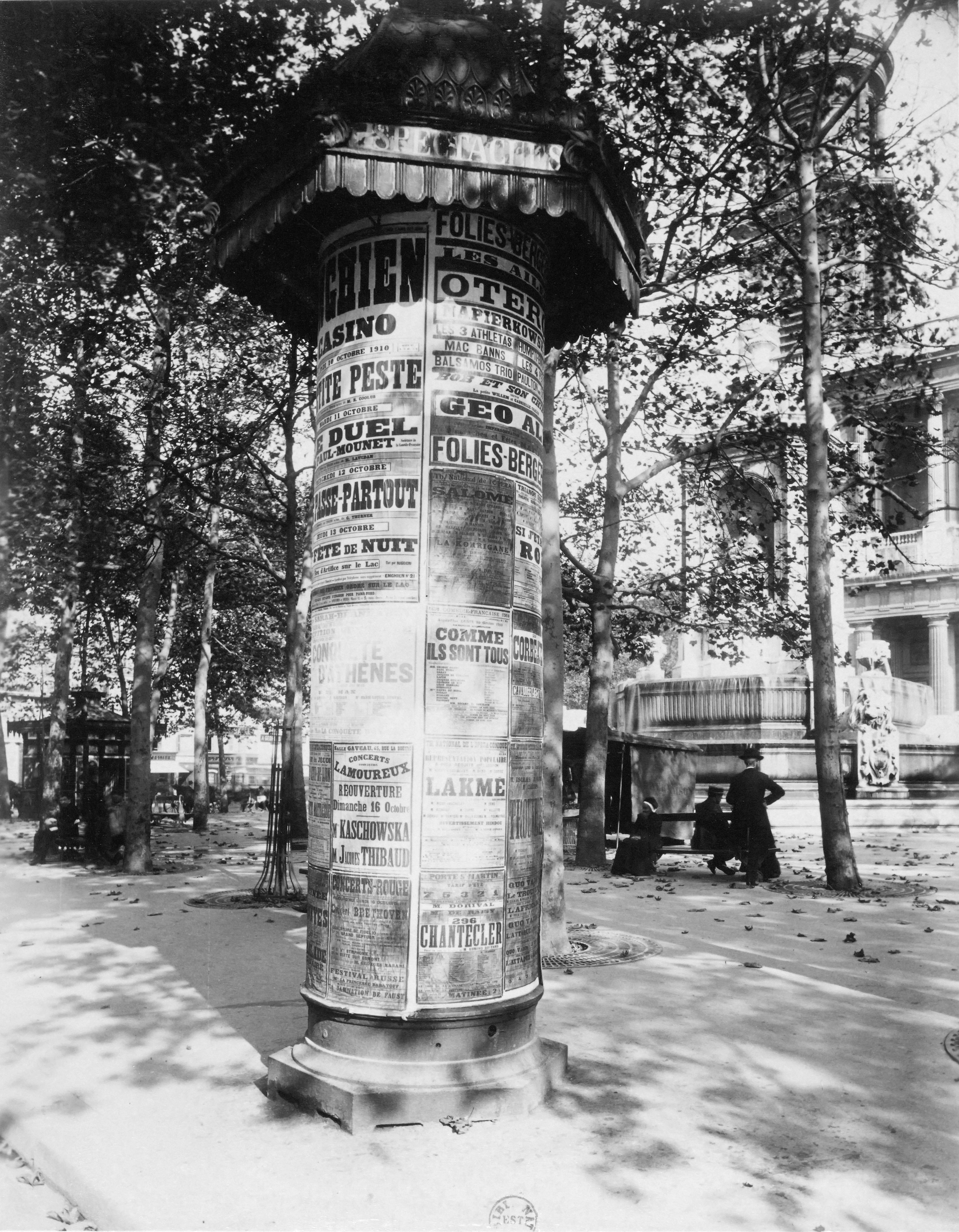
Słup ogłoszeniowy w Paryżu na początku XX wieku
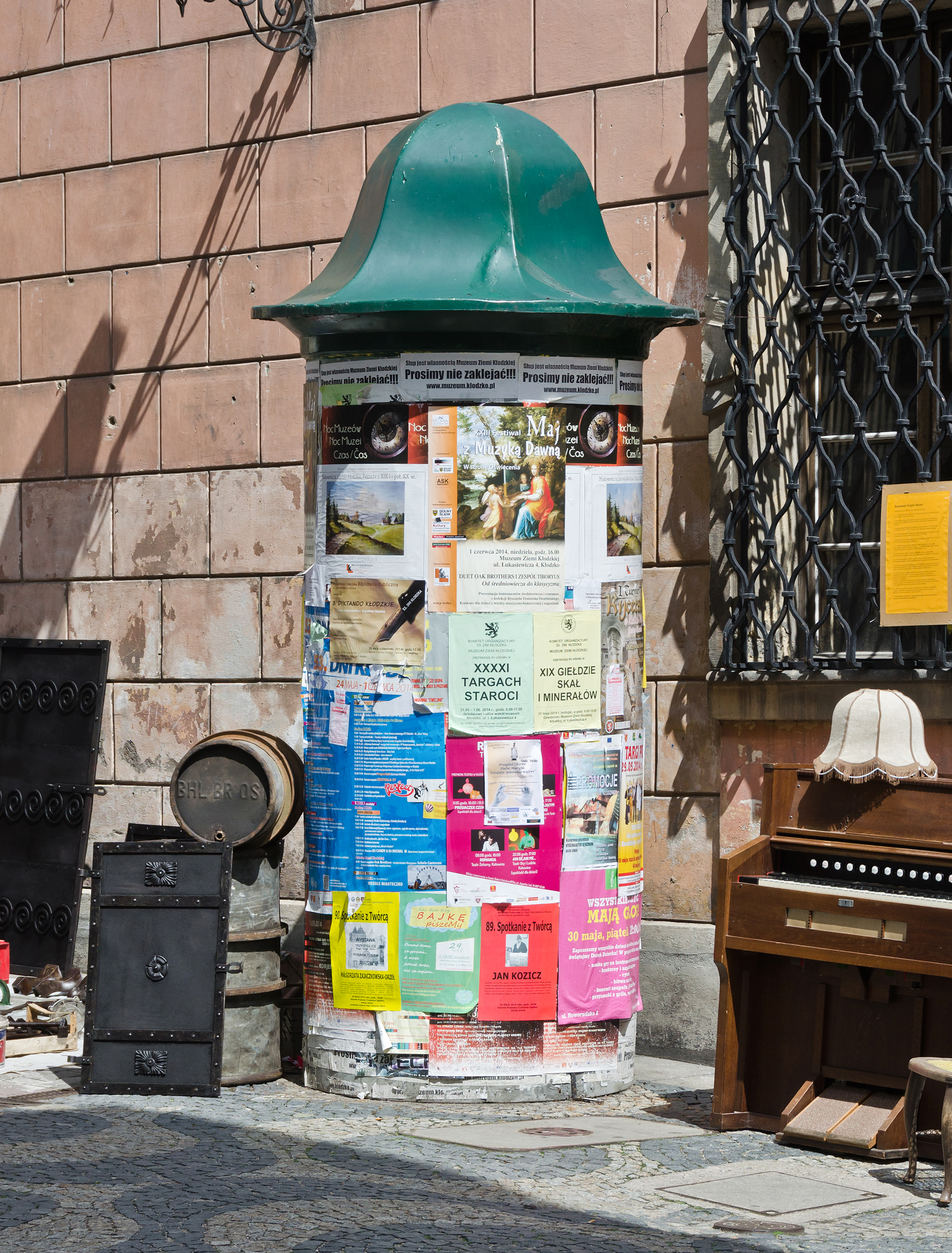
Słup ogłoszeniowy w Kłodzku